# Goffredo di Jülich
Goffredo (905 circa – 949) fu dal 924 almeno al 936, e probabilmente anche fino 949, conte palatino di Lotaringia.

## Biografia
Era il figlio del conte Gerardo di Metzgau, appartenente alla dinastia dei Girardidi, e di Oda di Sassonia, una figlia di Ottone l'Illustre, duca di Sassonia della dinastia dei Liudolfingi, e quindi nipote del re Enrico I. Inoltre era il fratello minore di Wichfrido, che fu arcivescovo di Colonia dal 924 al 953 e arcicancelliere di suo cugino, re Ottone I, dal 941.
Sposò Ermentrude (*908/909), probabilmente la figlia maggiore di Carlo III il Semplice, re dei Franchi Occidentali, il quale era il sovrano del ducato di Lorena dal 910 al 923 e quindi suo signore. Poiché Carlo fu deposto sia come re che come duca nel 923 e fu imprigionato poco tempo dopo (e il suo unico figlio, Ludovico IV, di soli due anni, fu portato in salvo dalla madre in Inghilterra), è probabile che il matrimonio ebbe luogo poco prima della caduta di Carlo, soprattutto perché le restanti cinque figlie sembra che non si sposarono.
In un periodo sconosciuto, Goffredo fu il rappresentante del duca come conte palatino di Lotaringia. L'ufficio fu occupato dal 911 al 915 da Reginardo (come margravio) e poi da Vigerico. Poiché Vigerico morì prima del 922 e Carlo III fu deposto nel 923, c'è un breve lasso di tempo in cui Goffredo (nonostante la sua giovinezza) avrebbe potuto essere nominato rappresentante di suo suocero in Lorena.
Tuttavia, poiché Goffredo era al tempo stesso nipote di Enrico I, cugino di Ottone I e fratello di Wichfrido, consigliere stretto di Ottone e poi suo arcicancelliere, è anche possibile che gli sia stato dato questo incarico dopo il 923, nonostante il suo legame con il deposto Carlo III. Il fatto che suo figlio Goffredo divenne duca della Bassa Lorena nel 959, inizialmente come vice dell'arcivescovo Bruno di Colonia, fratello di Ottone e successore di Wichfrido in entrambi gli uffici, suggerisce che i legami familiari con la Sassonia erano più importanti di quelli nella Franconia occidentale.
I figli di Goffredo ed Ermentrude furono:
- Goffredo I (*925/935 - † estate del 964 a Roma[1]), conte in Hainaut, duca di Bassa Lorena 959-964[2];
- Gerberga (*intorno al 925/935 - † prima del 24 maggio 996) ∞ Meginaudo di Gheldria, (*intorno al 920 - † 998/999 nel castello di Geldern), conte di Gheldria e Zutphen[3][4], genitori di Adelaide di Vilich;
- Gerardo II (*925/935), dal 963 conte di Metz, vogt dell'abbazia di Remiremont;
- Gebeardo (*925/935), "antenato del grande franco";
- Adalardo, "antenato del grande franco".

## Ascendenza
|                      |                      |                    | Genitori              |  |  | Nonni |  |  | Bisnonni               |  |  | Trisnonni            |  |
|                      |                      |                    |                       |  |  |       |  |  | Adalardo il Siniscalco |  |  | Leotardo I di Parigi |  |
|                      |                      |                    |                       |  |  |       |  |  | Adalardo il Siniscalco |  |  | Leotardo I di Parigi |  |
|                      |                      | Grimilde           |                       |  |  |       |  |  | Adalardo il Siniscalco |  |  |                      |  |
| Adalardo II di Metz  |                      |                    |                       |  |  |       |  |  | Adalardo il Siniscalco |  |  |                      |  |
|                      |                      | …                  | …                     |  |  |       |  |  |                        |  |  |                      |  |
|                      |                      | …                  | …                     |  |  |       |  |  |                        |  |  |                      |  |
|                      |                      | …                  | …                     |  |  |       |  |  |                        |  |  |                      |  |
| Gerardo I di Metz    |                      | …                  |                       |  |  |       |  |  |                        |  |  |                      |  |
|                      |                      | …                  | …                     |  |  |       |  |  |                        |  |  |                      |  |
|                      |                      | …                  | …                     |  |  |       |  |  |                        |  |  |                      |  |
|                      |                      | …                  | …                     |  |  |       |  |  |                        |  |  |                      |  |
| …                    |                      | …                  |                       |  |  |       |  |  |                        |  |  |                      |  |
|                      |                      | …                  | …                     |  |  |       |  |  |                        |  |  |                      |  |
|                      |                      | …                  | …                     |  |  |       |  |  |                        |  |  |                      |  |
|                      |                      | …                  | …                     |  |  |       |  |  |                        |  |  |                      |  |
| Goffredo di Jülich   |                      | …                  |                       |  |  |       |  |  |                        |  |  |                      |  |
|                      | Liudolfo di Sassonia | Bruno di Sassonia  |                       |  |  |       |  |  |                        |  |  |                      |  |
|                      | Liudolfo di Sassonia | Bruno di Sassonia  |                       |  |  |       |  |  |                        |  |  |                      |  |
|                      | Liudolfo di Sassonia | Gisla di Verla     |                       |  |  |       |  |  |                        |  |  |                      |  |
| Ottone I di Sassonia | Liudolfo di Sassonia |                    |                       |  |  |       |  |  |                        |  |  |                      |  |
|                      |                      | Oda di Billung     | Billung               |  |  |       |  |  |                        |  |  |                      |  |
|                      |                      | Oda di Billung     | Billung               |  |  |       |  |  |                        |  |  |                      |  |
|                      |                      | Oda di Billung     | …                     |  |  |       |  |  |                        |  |  |                      |  |
| Oda di Sassonia      |                      | Oda di Billung     |                       |  |  |       |  |  |                        |  |  |                      |  |
|                      |                      | Enrico di Sassonia | Enrico I di Sassonia  |  |  |       |  |  |                        |  |  |                      |  |
|                      |                      | Enrico di Sassonia | Enrico I di Sassonia  |  |  |       |  |  |                        |  |  |                      |  |
|                      |                      | Enrico di Sassonia | Matilde di Ringelheim |  |  |       |  |  |                        |  |  |                      |  |
| Edvige di Babenberg  |                      | Enrico di Sassonia |                       |  |  |       |  |  |                        |  |  |                      |  |
|                      |                      | Ingeltrude         | Eberardo del Friuli   |  |  |       |  |  |                        |  |  |                      |  |
|                      |                      | Ingeltrude         | Eberardo del Friuli   |  |  |       |  |  |                        |  |  |                      |  |
|                      |                      | Ingeltrude         | Gisella               |  |  |       |  |  |                        |  |  |                      |  |
|                      |                      | Ingeltrude         |                       |  |  |       |  |  |                        |  |  |                      |  |